# Aleksandar Marciuš
Aleksandar Sandi Marciuš (Nedelišće, 25 maggio 1990) è un cestista croato.